# Harold Godwinson
Harold Godwinson ou Harold II est le dernier roi anglo-saxon d'Angleterre du 5 janvier au 14 octobre 1066, date de sa mort à la bataille d'Hastings.
Fils du puissant comte Godwin de Wessex, Harold est nommé comte d'Est-Anglie en 1044, alors qu'il est âgé d'une vingtaine d'années. Comme son père, il est exilé du royaume d'Angleterre et déchu de ses titres en 1051, mais le roi Édouard le Confesseur est contraint de rétablir Godwin et ses fils dans leurs domaines dès l'année suivante. À la mort de Godwin, en 1053, Harold hérite du vaste comté de Wessex. Sa fortune et son pouvoir ne sont alors dépassés que par ceux du roi.
Choisi par les grands du royaume pour succéder à Édouard, mort sans laisser d'enfants, Harold est sacré le 6 janvier 1066. Deux prétendants au trône se dressent contre lui : le roi de Norvège Harald Hardrada et le duc de Normandie Guillaume. Après avoir vaincu le premier à Stamford Bridge le 25 septembre, il est à son tour vaincu par le second, le 14 octobre lors de la bataille d'Hastings, au cours de laquelle il est tué. Guillaume lui succède : c'est le début de la période anglo-normande de l'histoire de l'Angleterre. La réputation posthume d'Harold découle étroitement du point de vue adopté sur la conquête normande de l'Angleterre.

## Biographie

### Origines
Harold, né vers 1022 ou 1023, est le deuxième fils de Godwin et de son épouse Gytha Thorkelsdóttir. Son père, d'ascendance obscure, s'élève rapidement sous le règne de Knut le Grand, recevant le titre de comte de Wessex vers 1018. Sa mère est quant à elle d'origine danoise et apparentée par alliance au roi : la sœur de Knut, Estrid Svendsdatter, est la femme de son frère Ulf. Ils ont au moins huit enfants, dont six fils : Harold, son frère aîné Sven, et ses frères cadets Tostig, Gyrth, Léofwine et Wulfnoth. La fratrie compte également trois filles : Édith, Gunhild et Ælfgifu.
En 1042, Godwin soutient l'arrivée au pouvoir d'Édouard le Confesseur, après avoir apporté successivement son appui aux deux fils de Knut. Il donne la main de sa fille Édith au roi en 1045. La même année, Harold est titré comte d'Est-Anglie. Il accompagne son père en exil en 1051, puis l'aide à restaurer sa position un an plus tard.

### Comte de Wessex
À la mort de Godwin en 1053, Harold lui succède comme comte de Wessex (qui à l'époque représente un tiers de l'Angleterre), devenant ainsi l'homme le plus puissant d'Angleterre après le roi. Il devient également comte de Hereford en 1057, et prend la place de son père dans l'opposition à l'influence normande grandissante à la cour d'Édouard le Confesseur. Ce dernier, fils d'Emma de Normandie, a passé près d'un quart de sa vie en Normandie et s'est entouré de conseillers normands afin de contrebalancer la puissance des Godwin.
À l'ouest, Harold défend l'Angleterre contre Gruffydd ap Llywelyn. Ce roi de Gwynedd a conquis tout le pays de Galles et réalise de fréquentes incursions sur le sol anglais, mettant en déroute le comte de Hereford Ralph le Timide en 1055 et tuant l'évêque de Hereford Léofgar l'année suivante. Harold entreprend une vaste campagne pour mettre un terme à ces incursions en 1062. Son frère Tostig envahit le Nord du pays, tandis que Harold conduit la flotte par le sud avant de mener ses troupes vers le nord, afin d'encercler Gruffydd. Réfugié en Snowdonia, celui-ci est tué par ses propres soldats le 5 août. Vainqueur incontesté, Harold accepte la soumission des Gallois et place deux roitelets à leur tête, les frères Bleddyn et Rhiwallon ap Cynfyn.

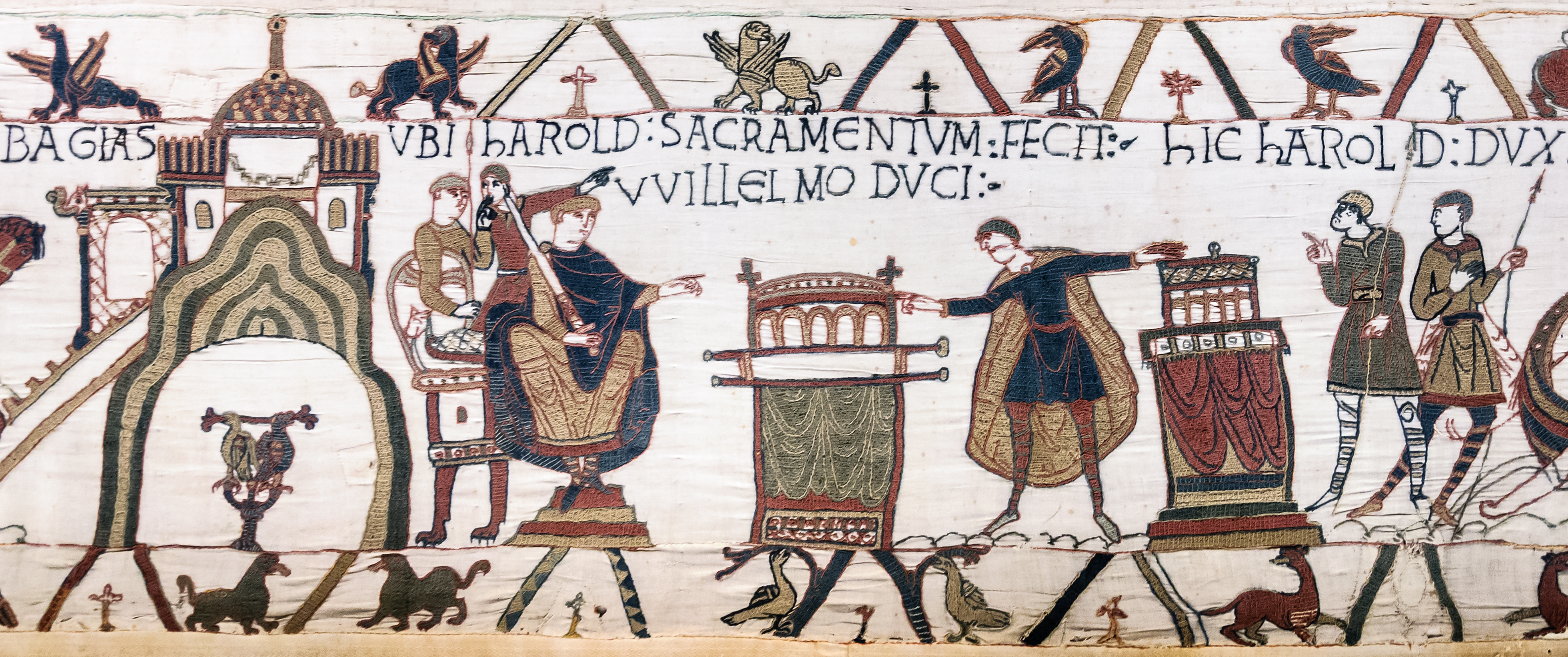
Le serment d'Harold sur la Tapisserie de Bayeux.

En 1064, Harold fait naufrage sur les côtes du Ponthieu. Capturé par le comte Guy Ier de Ponthieu, il est retenu prisonnier au château de Beaurainville (Belrem sur la Tapisserie de Bayeux), puis est livré au duc Guillaume de Normandie qui exigeait sa libération. Guillaume se considère comme le successeur légitime d'Édouard le Confesseur, qui n'a pas d'enfants. Il obtient d'Harold le serment de lui fournir son appui à la succession d'Angleterre. Guillaume aurait forcé Harold à lui jurer vassalité, mais ne lui aurait révélé qu'après coup que la boîte sur laquelle ce serment avait été fait contenait des reliques sacrées. Harold s'estime alors dégagé de ce serment, obtenu par ruse, mais Guillaume obtient du pape son excommunication. Après la mort d'Harold, les Normands n'hésitent pas à insister sur le fait que Harold s'est parjuré en acceptant la couronne d'Angleterre. Le chroniqueur Orderic Vital écrit : « Cet Anglais était très grand et élégant, remarquable pour sa force physique, son courage et son éloquence, ses plaisanteries vives et ses actes de bravoure. Mais qu'étaient ces dons sans l'honneur, qui est la racine de tout ce qui est bon ? ». Pendant ce séjour en Normandie, Harold accompagne Guillaume dans sa campagne de Bretagne pour y soutenir la révolte du châtelain de Dol contre Conan II. 
En 1065, les Northumbriens se soulèvent contre leur comte Tostig, le frère d'Harold. Ce dernier apporte son soutien aux rebelles et à leur candidat Morcar, et Tostig est chassé du pays. Ce faisant, Harold s'est présenté comme le probable successeur d'Édouard, mais il a également divisé sa propre famille : Tostig s'est réfugié auprès du roi de Norvège Harald Hardrada.

### Roi d'Angleterre

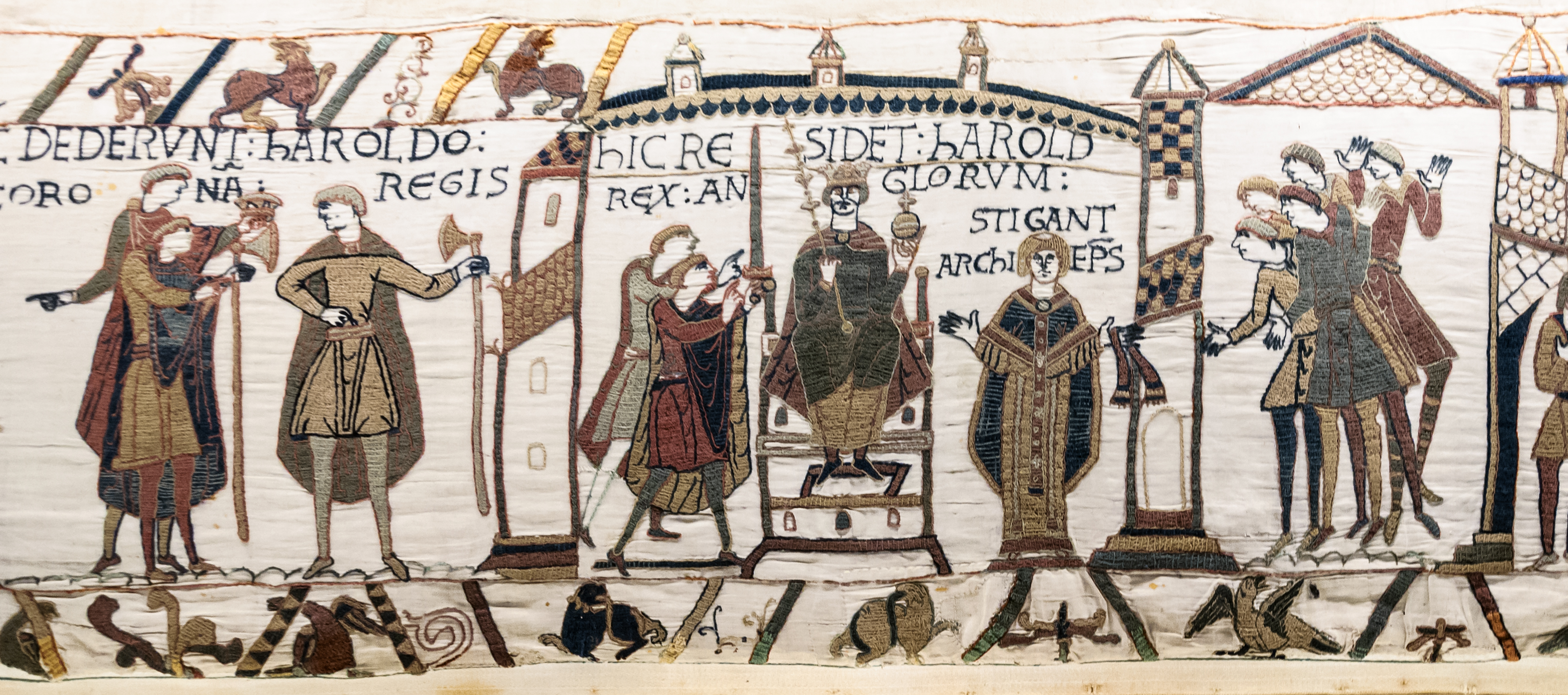
Le couronnement d'Harold sur la Tapisserie de Bayeux.

Édouard le Confesseur meurt le 5 janvier 1066. Harold déclare que le roi lui a promis la couronne sur son lit de mort, et le Witenagemot approuve son couronnement, qui a lieu le lendemain. Guillaume de Normandie et Harald de Norvège entreprennent chacun des préparatifs pour une invasion : le premier affirme que le royaume lui a été promis par le roi défunt, ainsi que par Harold, tandis que le second s'appuie sur un accord conclu entre Harthacnut, le prédécesseur d'Édouard, et son neveu Magnus selon lequel les possessions du premier à mourir devaient revenir à l'autre.
Harald et Tostig débarquent en Angleterre le 20 septembre et défont les comtes Edwin de Mercie et Morcar de Northumbrie à la bataille de Fulford, près d'York. Harold est pris par surprise par l'arrivée d'une armée hostile dans le nord du royaume : il se trouve alors dans le sud, attendant l'arrivée de la flotte de Guillaume. Il réunit rapidement autant d'hommes qu'il peut et les conduit à marche forcée vers le nord. L'armée d'Harold couvre la distance en quatre jours, prenant les Norvégiens par surprise : le 25 septembre, ces derniers sont vaincus à Stamford Bridge, et Harald et Tostig trouvent la mort au combat. Selon Henri de Huntingdon, avant l'affrontement, Harold aurait offert à son frère de lui rendre son comté s'il le rejoignait. Tostig lui aurait demandé ce que recevrait le roi de Norvège pour ses peines, et Harold aurait répondu : « Six pieds de terre, ou même autant qu'il lui sera nécessaire, étant donné qu'il est plus grand que la moyenne. »

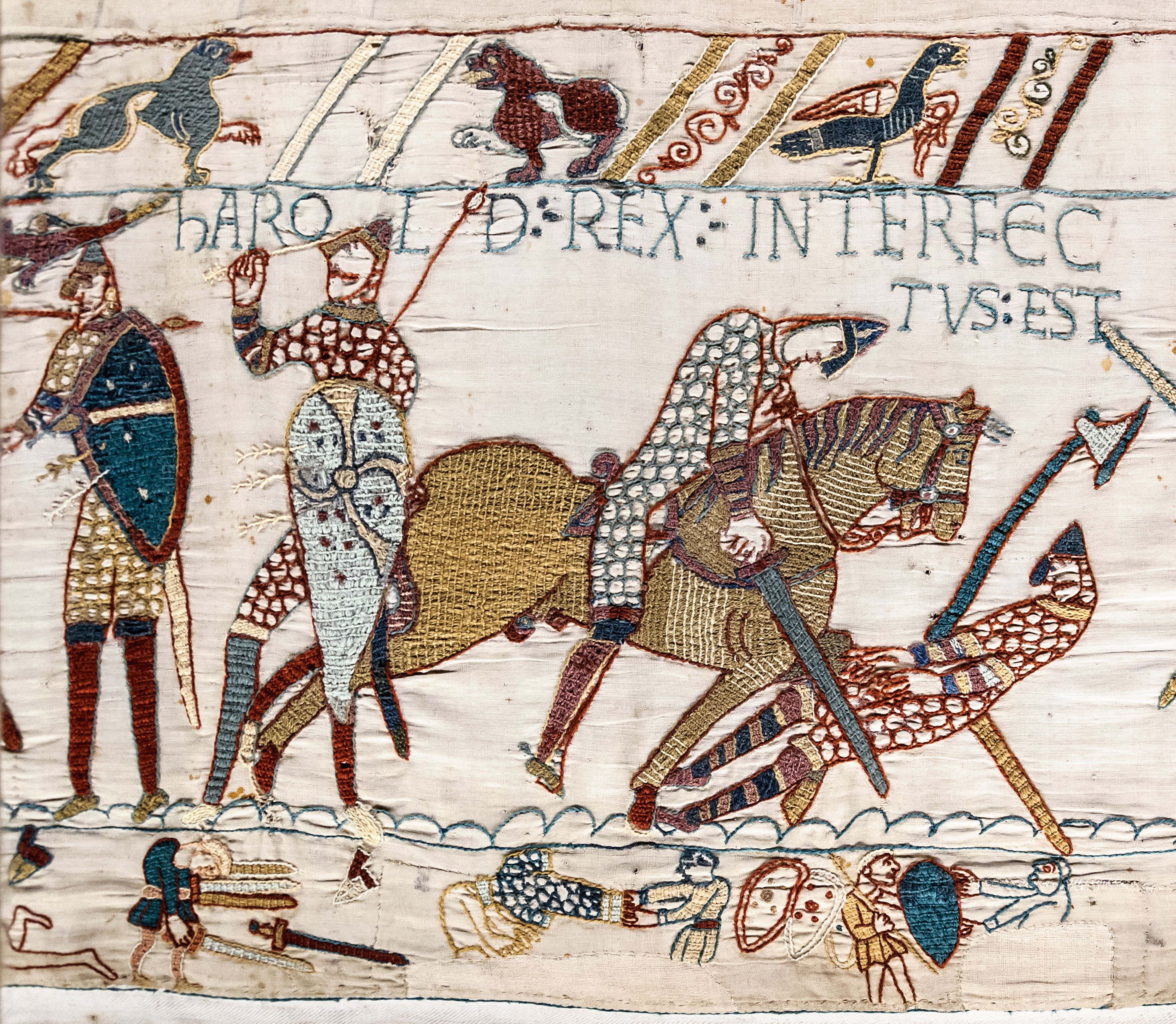
La mort d'Harold sur la Tapisserie de Bayeux.

Guillaume débarque à son tour à Pevensey le 29 septembre, avec environ 7 000 hommes. L'armée anglaise doit parcourir 400 km en l'espace de quelques jours à peine pour l'intercepter. Harold fait édifier des fortifications sommaires en terre près d'Hastings et s'y retranche. Les deux armées s'affrontent à la bataille d'Hastings, près du village de Battle, le 14 octobre. Harold est tué, et son armée mise en déroute. Ses frères Gyrth et Léofwine sont également tués dans la bataille.
Selon la tradition et tel que le décrit la Tapisserie de Bayeux, c'est d'une flèche dans l'œil que Harold perd la vie. Que Harold ait effectivement été tué de cette façon reste incertain, car cette mort est traditionnellement associée au parjure au Moyen Âge. Toujours d'après la tradition, on fait venir la maîtresse de Harold, Édith au Col de cygne, pour identifier le corps du roi, ce qu'elle fait à l'aide d'une marque de naissance connue d'elle seule, son visage étant défiguré au point d'être méconnaissable.
Selon le chroniqueur normand Guillaume de Poitiers, la bannière de Harold, livrée par Guillaume le Conquérant au pape Alexandre II, représente un homme en armes brodé en or. Cependant, la Tapisserie de Bayeux montre Harold combattant sous une bannière représentant une vouivre, peut-être le dragon du Wessex.

## Postérité

### Unions et descendance

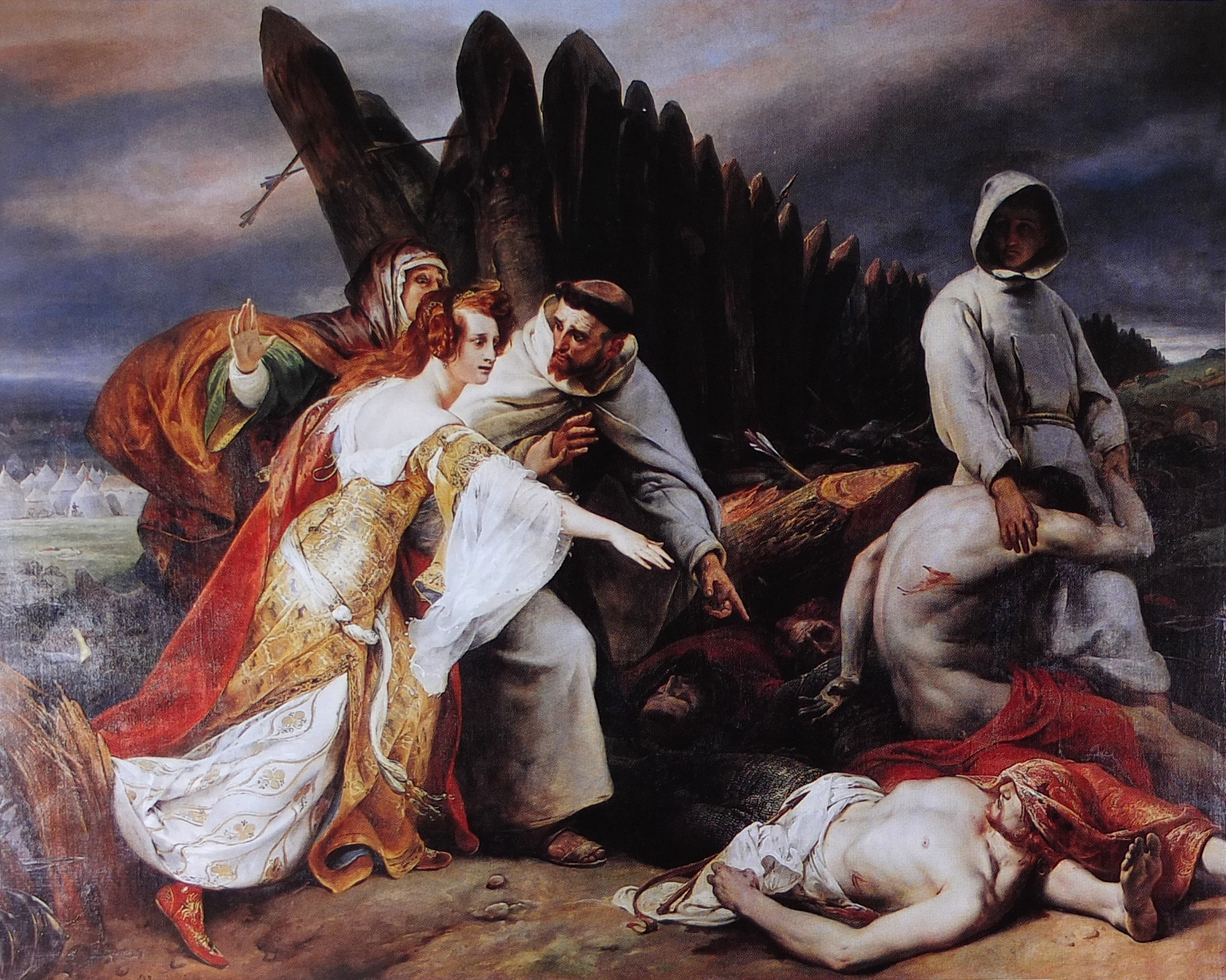
Édith retrouvant le corps d'Harold après la bataille d'Hastings, par Horace Vernet (1828).

C'est vraisemblablement dans les années 1040 que Harold prend pour concubine Édith au Col de cygne. Cette union more danico donne naissance à cinq enfants connus : Godwin, Edmond, Magnus, Gunhild et Gytha. Harold se marie par la suite avec Ealdgyth, la sœur des comtes Edwin de Mercie et Morcar de Northumbrie. Ce mariage prend place entre la mort de son premier époux, le roi gallois Gruffydd ap Llywelyn, en 1063, et l'avènement de Harold, en janvier 1066. Elle donne naissance à un fils posthume du roi, également nommé Harold, après Hastings. Un dernier fils, Ulf, pourrait aussi bien être le fils d'Édith que d'Ealdgyth, auquel cas cette dernière aurait donné naissance à des jumeaux.
En 1068, trois des fils de Harold, Godwin, Edmond et Magnus, réfugiés à la cour du roi de Leinster Diarmait mac Mail na mBo, tentent d'envahir l'Angleterre. Ils ravagent le Devon et les Cornouailles, mais sont vaincus et chassés par Brian de Bretagne (en).
En 1087, Ulf est libéré par le Conquérant sur son lit de mort. Il se met au service du duc de Normandie Robert Courteheuse, qui l'adoube.
En 1098, Harold Haroldson accompagne le roi de Norvège Magnus III en voyage dans les îles Britanniques. Le monarque visite ainsi les Orcades, les Hébrides et l'île de Man, qui font partie de son royaume, puis poursuit vers le sud et Anglesey, où il se heurte à une flotte anglo-normande. Les Norvégiens sortent vainqueurs de l'échauffourée et rentrent chez eux.
Des filles de Harold Godwinson, Gytha épouse Vladimir II Monomaque, grand-prince de Kiev, devenant l'ancêtre des dynasties de Galicie, Smolensk et Yaroslavl. En conséquence, l'Église orthodoxe russe reconnaît Harold comme martyr et le célèbre le 14 octobre. Son autre fille Gunhild, retirée à l'abbaye de Wilton, entretient une relation amoureuse avec le baron breton Alain le Roux, puis avec son frère Alain le Noir.

### Culte héroïque

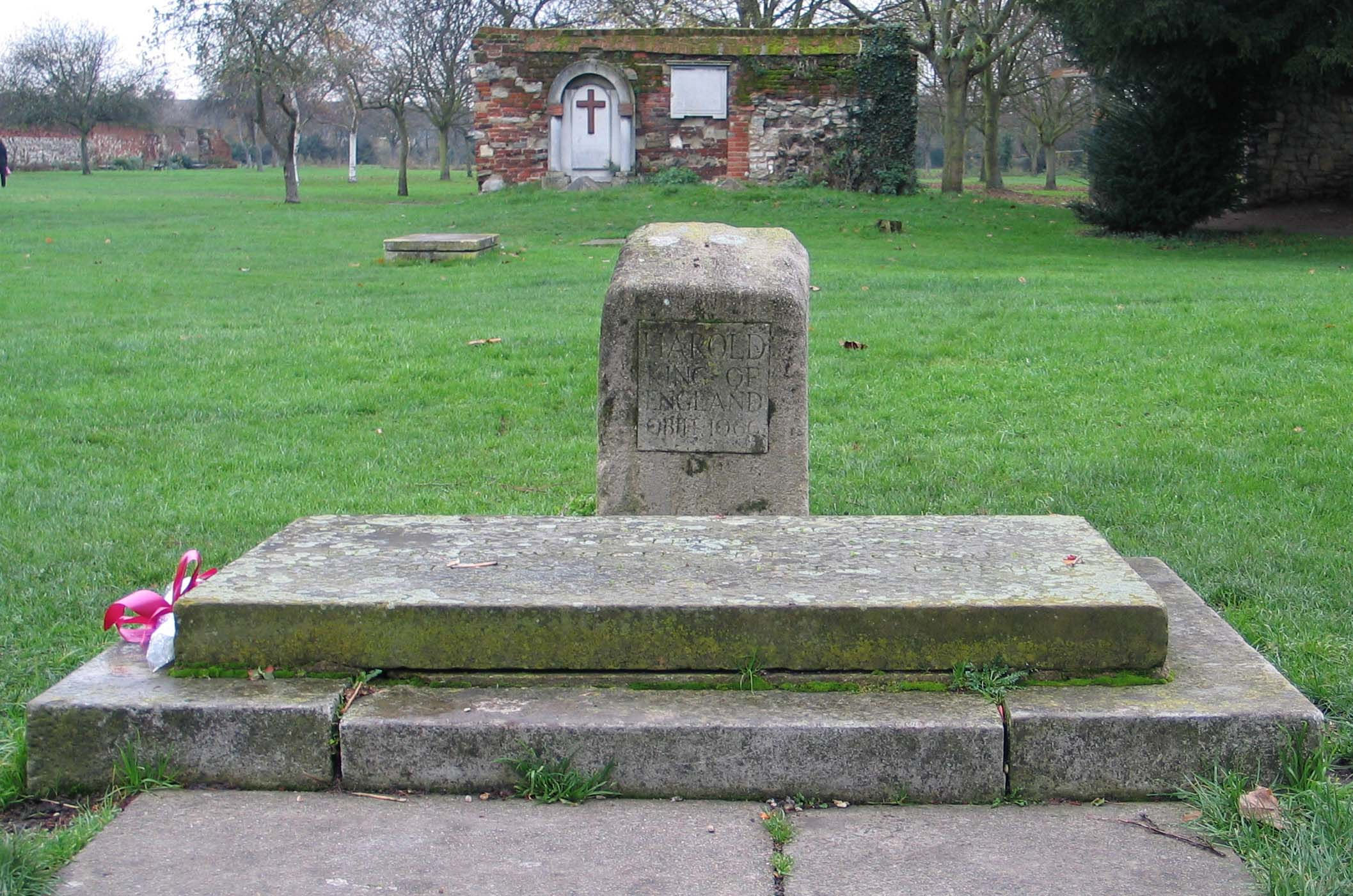
La tombe d'Harold II à Waltham.

Selon le chroniqueur normand Guillaume de Poitiers, le corps de Harold est enterré sur une falaise surplombant les plages saxonnes par Guillaume Malet. Néanmoins, il est plus probable qu'il ait été inhumé à l'église de Waltham Abbey, dans l'Essex, dont il avait financé la restauration en 1060.
Un culte de l'héroïsme d'Harold commence vers le XIIe siècle, avec une légende de l'époque racontant que Harold, ayant survécu à la bataille, aurait passé deux ans à Winchester pour se remettre de ses blessures, puis voyagé en Allemagne où il aurait passé de longues années à vagabonder comme pèlerin. Devenu vieillard, il serait revenu en Angleterre pour y vivre comme ermite dans une cave près de Douvres. Sur son lit de mort, il confesse que s’il a effectivement le nom de Chrétien, il est en fait né Harold Godwinson. Il existe de nombreuses versions de cette légende, notamment la Vita Haroldi rédigée vers le début du XIIIe siècle, mais elles ont peu de rapport avec la réalité.
Au XIXe siècle, la pièce de théâtre Harold, écrite par Alfred Tennyson (1876) et le roman Last of the Saxon Kings d'Edward Bulwer-Lytton (1848) apportent un regain d'intérêt pour le personnage. Rudyard Kipling écrit une histoire intitulée The Tree of Justice (1910), qui décrit comment un vieil homme, en réalité Harold, est amené devant Henri Ier. Dans son History of the Norman Conquest of England (1870-1879), l'historien E. A. Freeman présente Harold comme un héros de l'histoire anglaise.
En France, le sculpteur Jean-François-Théodore Gechter est l'auteur d'un bronze intitulé La Mort d'Harold (1842, coll. musée de la Vie romantique, Paris).
Harold est également le personnage principal du film muet américain The Last of the Saxons, réalisé en 1910 par J. Stuart Blackton ; Harold est interprété par l'acteur James Young.

### Arbre généalogique

Armoiries imaginaires attribuées à Harold au XIIIe siècle par Matthieu Paris.

- Godwin (mort en 1053) ∞ Gytha Thorkelsdóttir
  - Sven (mort en 1052)
  - Harold (mort en 1066) ∞ Édith au Col de cygne ∞ Ealdgyth
    - Godwin (mort après 1069)
    - Edmond (mort après 1069)
    - Magnus (mort après 1069)
    - Ulf (mort après 1087)
    - Harold (1066 – après 1098)
    - Gytha ∞ Vladimir II Monomaque
      - descendance

    - Gunhilda ∞ Alain le Roux puis Alain le Noir

  - Tostig (mort en 1066)
  - Édith (morte en 1075) ∞ Édouard le Confesseur
  - Gyrth (mort en 1066)
  - Léofwine (mort en 1066)
  - Wulfnoth (mort en 1094 ?)
  - Gunhilda
  - Ælfgifu